# Vestido rojo de Jezabel
El vestido rojo de Jezabel (en inglés: Jezebel red dress) es un traje que la actriz Bette Davis lució en la película Jezabel (1938).

## Historia

### Contexto
Bette Davis, una de las máximas estrellas de la Warner Bros. para finales de la década de 1930, se encontraba inmersa en una disputa con Jack Warner debido a su deseo de interpretar mejores papeles. Por aquel entonces David O. Selznick acababa de empezar la búsqueda de la actriz que interpretaría a Scarlett O'Hara en Lo que el viento se llevó (1939); de entre todas las candidatas, Davis era la favorita del público ya que encabezó una encuesta radiofónica realizada a nivel nacional, aunque el sistema de estudios entonces imperante forzó a Selznick a tener que negociar el préstamo de los actores, si bien Warner Bros. se mostró receptiva a ceder a Davis para el filme, lo que sin embargo planteaba un inconveniente ya que la guerra de la actriz con los estudios se encontraba en ese entonces en su punto álgido. Cansada de que se le ofreciesen papeles que ella juzgaba de baja categoría, Davis se trasladó a Inglaterra con el fin de proseguir allí con su carrera, lo que daría inicio a una batalla legal que pondría fin a las pretensiones de Davis de interpretar a Scarlett (la actriz llegaría a declarar lo siguiente: «Perdí la batalla, pero gané la guerra»). Pese a que el estudio terminaría saliendo victorioso, Davis empezó a recibir mejores ofertas, entre ellas la de interpretar a Julie Marsden, protagonista de Jezabel, película ambientada en los años previos a la guerra de Secesión con la que Warner Bros. pretendía sacar provecho del tirón mediático que estaba generando la gran publicidad de Lo que el viento se llevó, en aquel entonces todavía en fase de preproducción.
El estudio adquirió los derechos de la obra, la cual había sido un sonoro fracaso en Broadway, específicamente para Davis, si bien hubo que solventar un gran inconveniente puesto que el papel había sido interpretado originalmente por Miriam Hopkins, dueña de una parte de los derechos, circunstancia que le permitía encarnar al personaje en caso de que hubiese una adaptación cinematográfica. Con el fin de asegurar el papel para Davis, el estudio logró convencer a Hopkins de que le vendiese los derechos prometiéndole a cambio que ella interpretaría el personaje de Julie en la película; tan pronto la actriz accedió a las pretensiones del estudio, Warner Bros. la descartó, hecho que muy probablemente incrementó la antipatía que Hopkins sentía hacia Davis, con quien llevaba rivalizando desde hacía años. Con esta maniobra, el estudio pretendía compensar a Davis por no poder interpretar a Scarlett, calificando su papel en Jezabel como un «premio de consolación». Selznick escribió a Warner expresándole el disgusto que sentía por la capitalización que el estudio estaba llevando a cabo a costa de la producción de Lo que el viento se llevó, lo que momentáneamente llevaría considerar de nuevo a Davis como candidata a interpretar a Scarlett. Tras el éxito de Jezabel, por el que Davis obtendría su segundo Óscar a la mejor actriz, Warner se ofreció a ayudar a Selznick en la caótica producción de Lo que el viento se llevó; por un lado, Selznick no lograba encontrar a la actriz perfecta para el personaje de Scarlett, mientras que por otro tenía serias dificultades para conseguir a Clark Gable, bajo contrato con la Metro-Goldwyn-Mayer, para el papel de Rhett Butler. Warner propuso a Davis y a Errol Flynn para los papeles de Scarlett y Rhett, si bien Selznick terminaría rechazando a ambos; a Davis por su éxito en Jezabel y a Flynn por considerarlo una mera «imitación de Gable», a lo que se suma el poco interés que Davis tenía en actuar junto a Flynn, a quien consideraba inadecuado para el papel de Rhett. Finalmente, el personaje de Rhett sería encarnado por Gable, mientras que el personaje de Scarlett sería interpretado por una actriz prácticamente desconocida: Vivien Leigh.

### Origen

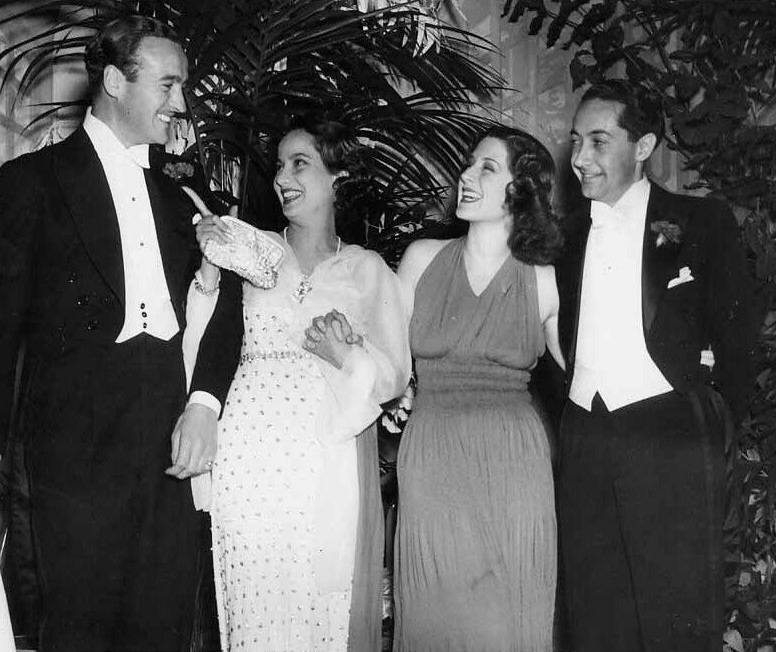
David Niven, Merle Oberon, Norma Shearer e Irving Thalberg en el Mayfair Ball de 1936.

El vestido rojo de Jezabel, mostrado en todo su esplendor en la escena del baile en el Olympus, tuvo su origen en un incidente ocurrido en el Mayfair Ball de 1936, celebrado en el Victor Hugo Cafe de Beverly Hills. Con el precio de la entrada a $20, al evento asistieron personalidades tales como Fredric March, Irene Dunne, Merle Oberon, David Niven, Buster Keaton, Barbara Stanwyck, Claudette Colbert, Gloria Swanson, Harold Lloyd, Jeanette MacDonald, Bing Crosby, Lupe Vélez, Johnny Weissmüller, César Romero, Clark Gable (quien se presentó acompañado de la cantante Eadie Adams), Marion Davies y William Randolph Hearst. La anfitriona de la gala, Carole Lombard (quien asumió el cargo a petición de Selznick, presidente del Mayfair Club), solicitó a todas las mujeres asistir vestidas enteramente de blanco y a los hombres lucir una pajarita del mismo color, un código de etiqueta que Norma Shearer se saltó además de acudir con retraso a la velada. Acompañada por su esposo, el productor Irving Thalberg, la actriz lució un atuendo de color escarlata creado por el diseñador de la Metro-Goldwyn-Mayer Gilbert Adrian, lo que desató la furia de Lombard, a quien tuvieron que convencer de no armar un escándalo ya que pretendía expulsar a Shearer a empujones o bien pedir a un camarero que derramase una bebida sobre su vestido. Uno de los testigos de este acontecimiento fue John Huston, quien decidió incorporar el incidente a la película durante una revisión del guion.: 84 
La anécdota del Mayfair Ball y su impacto en Jezabel serían relatados en una crónica por Hedda Hopper en 1945:

Hollywood primero consiguió la exclusividad en el Little Club del Ambassador, donde solo la alta sociedad y la élite podían divertirse y hacer cabriolas en una bañera de ginebra. Pero creo que la presunción hollywoodiense floreció mucho más tarde en los bailes del Mayfair. Algo ocurrió allí que nunca olvidaré.

El Mayfair reunía a la élite ultraelegante de Hollywood. Una copia hollywoodiense del West End londinense, por supuesto, y ay, Dios mío, tan formal. Durante un tiempo, sus bailes fueron noticia en todo el mundo y dudo que haya existido un Peacock Alley más publicitado y con más flashes en ningún otro lugar. Pero nunca volvió a ser lo mismo después del «Mayfair Blanco». Deberían haberlo llamado el Mayfair Negro. Pero la causa de todo fue un vestido escarlata.

Bette Davis aprovechó ese incidente para una de las mejores escenas de una de sus mejores películas, Jezabel. Pero Bette no participó en la original. Las estrellas fueron Carole Lombard y Norma Shearer.

Habían dejado este Mayfair en manos de Carole. Ella era la encargada de planificarlo, montarlo y dirigirlo, y siempre que Carole aceptaba un trabajo, se entregaba por completo. Decidió un baile blanco: todas las damas vestirían de blanco, sin un solo toque de color. Parecía una idea genial y todos prometieron apoyarla. Durante semanas, todos los modistos de Hollywood estuvieron llevando los dedos hasta los huesos cosiendo sedas y satenes blancos. Llegó la gran noche y el baile iba a la mitad y marchaba como la seda. Carole, aunque se había dejado la piel con tanto trabajo, estaba tan feliz como solo Carole podía estarlo cuando se divertía.

Luego, al entrar por el vestíbulo y bajar las escaleras del antiguo restaurante Victor Hugo (ahora la elegante tienda de vestidos de Adrian) donde se celebró el baile, Norma Shearer se precipitó, sonriendo con una sonrisa de oreja a oreja, completamente segura de que todas las miradas del lugar estaban puestas en ella. Porque llevaba el vestido de noche más rojo que jamás se haya visto. ¡El único punto de color intenso en todo el lugar!

Se oyó una exclamación de asombro. La gente estaba atónita y conmocionada. Vi a Carole palidecer aún más que el vestido blanco como la nieve que llevaba puesto. Luego se dio la vuelta y salió del lugar. Vi a un chico alto, moreno y guapísimo correr tras ella. La siguió hasta la puerta y la llevó a casa. Se llamaba Clark Gable. Esa fue la noche en que su romance realmente comenzó.

### Creación

#### Autoría

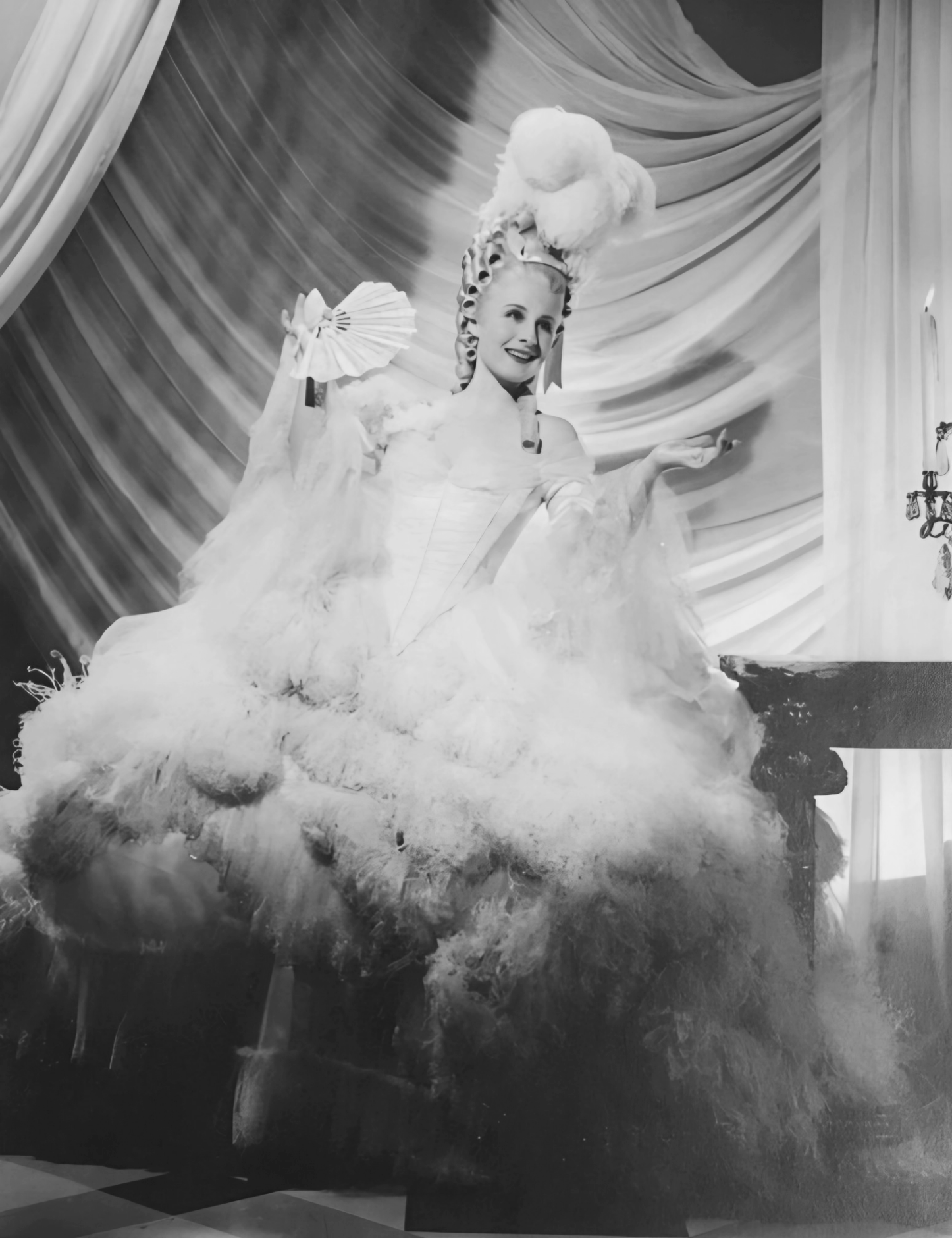
Norma Shearer en María Antonieta (1938). El atuendo de la imagen, de color azul claro, se ve completamente blanco en pantalla.

Tradicionalmente se ha atribuido la creación del traje a Orry-Kelly;: 80–81  no obstante, pese a que el diseñador de vestuario tuvo a su cargo el guardarropa del filme, el vestido rojo, el más famoso de la película, es obra de Milo Anderson. Según el experto en vestuario David Chierichetti: «Milo Anderson me dijo que él hizo el vestido rojo en Jezabel. Orry-Kelly era ciudadano australiano, y mientras su inmigración estaba siendo procesada tuvo que volver a Australia y quedarse allí por un tiempo. Por lo que Anderson terminó Jezabel, incluyendo ese famoso vestido. Yo le dije a Anderson: “¿No te molestó que Kelly recibiese crédito por tu trabajo?”. Y me contestó: “No, es todo un cumplido, ¿no? Siguieron renovándome el contrato, y eso es todo lo que me importaba”».: 121  Sin embargo, Robert Parkinson pone en duda este hecho debido a la ausencia de registros que puedan probar que Orry-Kelly viajó a Australia en 1938, dato no obstante irrelevante puesto que el vestido rojo fue creado en 1937 ya que en noviembre de ese año se filmó la secuencia del baile. El vestido tuvo un coste de $750 ($850 según otras fuentes), mientras que el resto de atuendos de Davis, quien lució dieciséis trajes en total, de los cuales se crearon copias, fueron facturados por $500 cada uno, costando el guardarropa de la película la suma de $30 000 y requiriéndose setenta y cinco costureras y cortadoras para la confección de todas las prendas del filme, elaboradas en un plazo de un mes.: 103 

#### Color
El color del traje insignia de la película, filmada en blanco y negro, supuso un inconveniente debido a las limitaciones tecnológicas de entonces. En un principio se confeccionó un atuendo con el satén rojo de mayor brillo que se pudo conseguir, si bien durante las pruebas de cámara el vestido se vio lánguido y opaco,: 81  aparte de que el rojo lucía completamente negro en pantalla; tras realizarse varios experimentos con diferentes tonalidades, finalmente se elaboró un traje en color marrón óxido (también descrito como bronce) cuya tonalidad grisácea en pantalla daba una apariencia rojiza más realista. En su búsqueda del tono perfecto para el vestido, es posible que Anderson siguiese el mismo esquema que Orry-Kelly, quien tenía por costumbre hacer uso de telas con una base de color cálido (marrón, mostaza, púrpura apagado o naranja opaco) para conseguir la escala de grises idónea en sus diseños, a la cual definía como compuesta de «diversos tonos de lodo».: 81  Antes de que las películas se filmasen en su mayoría en color, los diseñadores debían tener en cuenta que las tonalidades de las prendas se veían de forma distinta en pantalla; este inconveniente no solo se daba con los colores intensos sino que también afectaba al blanco tanto en blanco y negro como en color, motivo por el que las telas solían teñirse de azul o rosa claro, circunstancia que se trasladaba incluso a la ropa de cama, siendo un caso destacado el traje azul claro (blanco en pantalla) de Norma Shearer en María Antonieta (1938), película filmada en blanco y negro aunque concebida para ser rodada en color.

### Rodaje

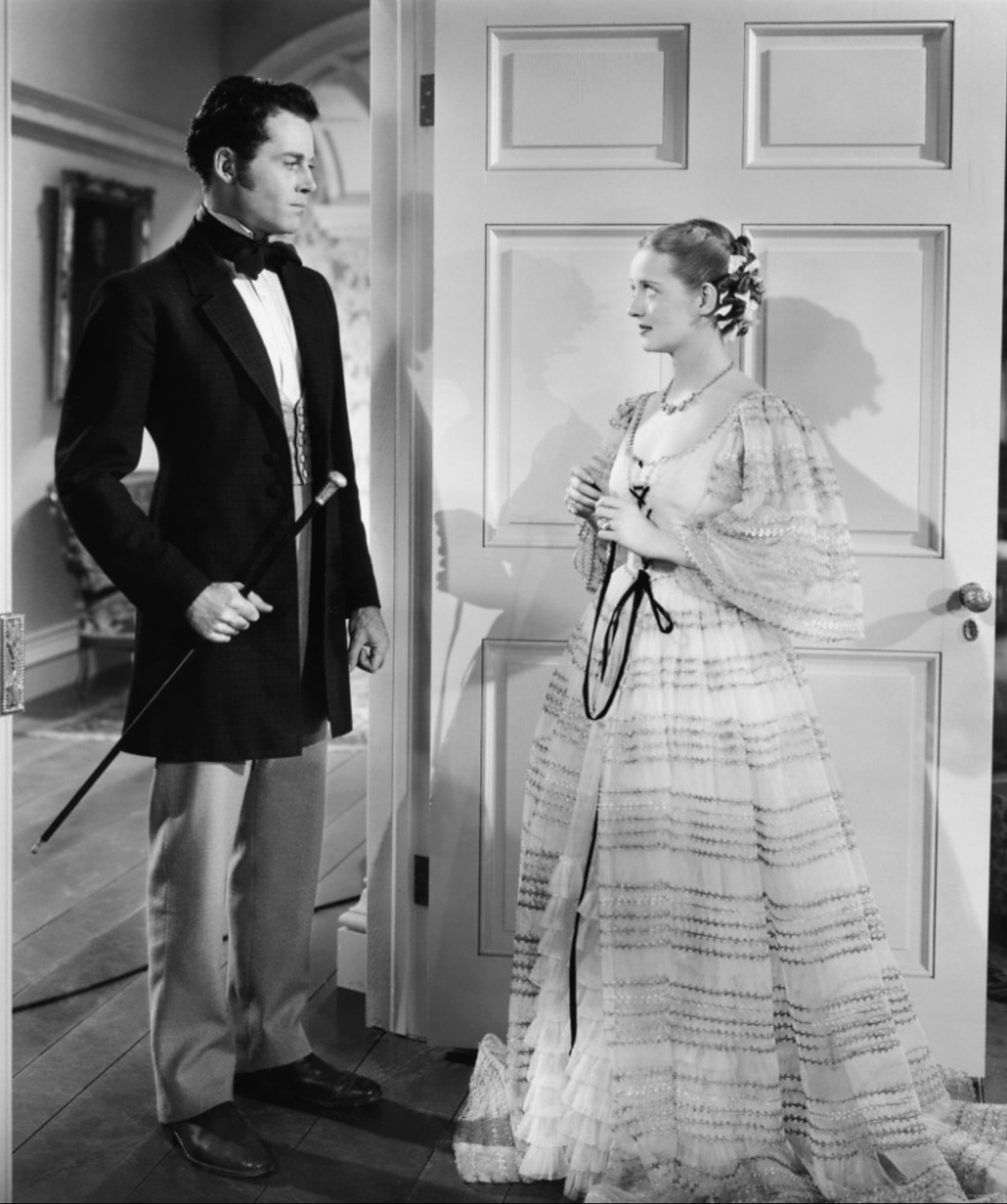
Henry Fonda y Bette Davis en Jezabel (1938). Durante la filmación de la escena en la que Julie le muestra el vestido rojo a Preston, Davis sufrió lesiones leves que la mantuvieron apartada del rodaje varios días.

El vestido rojo aparece en un total de cinco escenas: la secuencia de la prueba del vestido en la boutique de Madame Poullard, la escena en que Julie le enseña el vestido a su prometido Preston Dillard, el momento en que su fiel amigo Buck Cantrell se niega a llevarla al baile y Julie se ve por tanto obligada a acudir con Preston, la secuencia culminante en el Olympus, y la despedida entre Julie y Preston. La presión a la que Davis se vio sometida durante el rodaje pasó factura a la actriz, quien en consecuencia comenzó a sufrir fenómenos psicosomáticos que la llevarían a reportarse enferma el 2 y el 3 de noviembre de 1937, tan solo seis días antes del inicio del rodaje de la escena del Olympus, cuya filmación, la cual se previó inicialmente que duraría medio día, acabaría extendiéndose por seis días, del 9 al 15 de noviembre. A mayores, la actriz sufrió un calambre muscular en una de las jornadas previstas para el rodaje de la escena del baile, mientras que durante la grabación de una secuencia de exteriores bajo la lluvia, Davis desarrolló bronquitis y sufrió un fuerte resfriado. Sumado a esto, para la escena en la que Julie le muestra el vestido a Preston, Davis, tras colocar el traje en un canapé, se acercó a un espejo tal y como estaba escrito en el guion y se golpeó los pómulos con un cepillo para el pelo con el fin de enrojecerlos; la actriz empleó tanta fuerza que se provocó magulladuras en las mejillas y tuvo que ausentarse de la filmación por varios días, produciéndose un incidente similar cuando Davis decidió reventarse un grano un fin de semana y untarse un ungüento, lo que agravó la situación al punto de que un médico consideró que probablemente el rostro de la actriz quedaría marcado con un orificio, tomando el facultativo la determinación de lavar la herida y extender una pomada para que se pudiese aplicar maquillaje tal y como consta en un memorando con fecha del 30 de noviembre. A todos estos contratiempos se sumaba la ansiedad que Davis sufría por no llevarse a cabo la filmación en orden cronológico, situación que llegaría a su punto álgido el 29 de diciembre, día en que tras once horas de grabaciones, la actriz sufrió un ataque de pánico, mientras que los continuos retrasos en el rodaje condujeron a que los actores tuviesen que trabajar el 1 de enero de 1938, día en que Davis recibió la noticia del fallecimiento de su padre en Belmont (Massachusetts).: 121–123 

### Paradero
Actualmente se desconoce el paradero del traje y no se sabe con seguridad si aún se conserva. Al igual que otras prendas icónicas del cine, como el vestido de Glinda, el vestido Letty Lynton y el vestido Cheek to Cheek, existe la posibilidad de que se reutilizase para otros filmes y se desgastase con el uso, lo que podría haber llevado a que el atuendo fuese tirado a la basura sin saberse en qué películas había aparecido, aunque un deficiente almacenaje podría haber deteriorado igualmente la prenda (las perchas de madera, conocidas por su alto contenido en ácido, solían provocar que los vestidos se desgarrasen en la zona de los hombros). Otra posibilidad es que fuese robado; durante muchos años los estudios no tuvieron ningún tipo de cuidado con los trajes, accesorios, guiones y demás elementos vinculados a las películas que producían, sin ser conscientes del alto valor que acabarían teniendo en el futuro (a menudo los empleados se llevaban estos objetos como recuerdo sin permiso, sabedores de que a los directivos no les importaba esta sustracción de material). Cabe también la posibilidad de que fuese modificado para su uso en otros filmes; esta circunstancia se dio, por ejemplo, con al menos tres vestidos de Gilbert Adrian: el traje de chifón de Greta Garbo en Camille (1936), completamente modificado para Joan Fontaine en Rebecca (1940); el vestido de Glinda, originalmente lucido por Jeanette MacDonald en San Francisco (1936) y severamente modificado para Billie Burke en El mago de Oz (1939); y otro traje de MacDonald de la misma película, levemente alterado para Gracie Allen en Honolulu (1939).

### Descripción

#### Diseño
El vestido se caracterizaba por poseer un corpiño con escote palabra de honor y cintura en forma de triángulo invertido (similar a un corsé), y una falda amplia realzada con miriñaque plagada de frunces y decorada con dos bandas de color negro en la mitad inferior, destacando en el escote un delicado encaje, a modo de falso escote corazón, también de color negro y a juego con los guantes y la capa que acompañaban el atuendo. Pese a que el traje era en realidad de color marrón, en diversas fotografías publicitarias en blanco y negro posteriormente entintadas, así como en una versión coloreada del filme, se muestra de color rojo debido a que esta era la tonalidad deseada. El atuendo poseía así mismo un marcado anacronismo al carecer de mangas, detalle impropio de la década de 1850 aunque muy de moda en los años 1930 del mismo modo que el maquillaje, mientras que el peinado, con raya al medio y tirabuzones, sí se ajustaba a los cánones de mediados del siglo xix.

#### Análisis

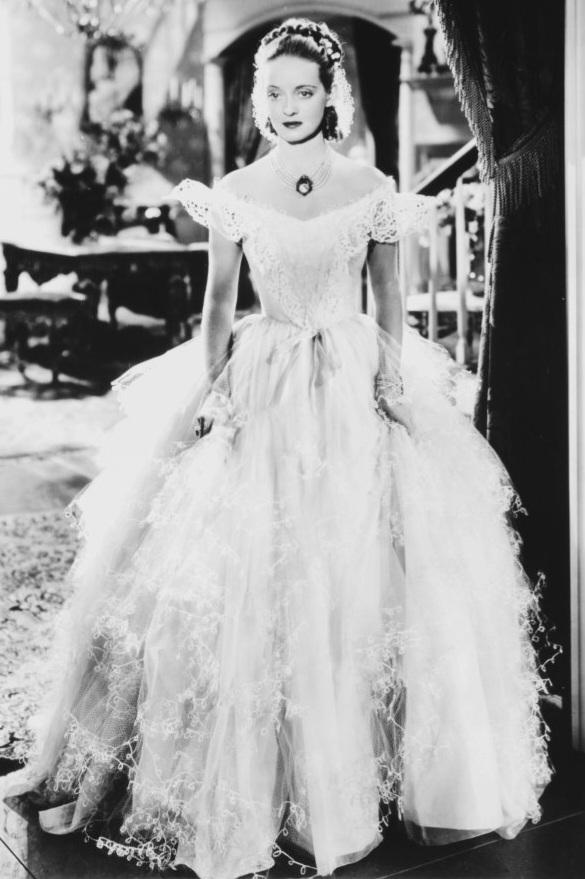
Bette Davis en Jezabel (1938). El atuendo de la imagen, enteramente de color blanco, constituye un símbolo de pureza y redención en contraste con la vulgaridad y provocación del vestido rojo.

El vestido rojo de Jezabel posee una fuerte carga simbólica. El personaje de Julie se caracteriza por representar a una joven sureña caprichosa y malcriada dispuesta a hacer lo que sea con tal de salirse con la suya sin pensar en las consecuencias de sus actos. Para el baile del Olympus, un popular cotillón para debutantes donde se reúne la flor y nata de Nueva Orleans, se requiere que todas las mujeres solteras vistan de blanco, color tradicionalmente asociado a la virginidad y la pureza, pues en aquel entonces se esperaba que toda dama de la alta sociedad llegase virgen al matrimonio. Julie, enfadada con Preston por negarse a abandonar una reunión de negocios para acompañarla a la boutique de Madame Poullard, decide, en un impulso típicamente infantil, probarse un escandaloso vestido rojo escotado originalmente elaborado para Mary Vickers, una mujer infame a ojos de los más puritanos por ser, tal vez, una de las numerosas prostitutas de Gallatin Street, el barrio rojo de Nueva Orleans. Con el fin de justificar inútilmente su elección, Julie aduce que el escote del vestido blanco diseñado para el baile no le gusta y que el corpiño le resulta demasiado ceñido, alegando a mayores que para 1852, año en que se inicia el desarrollo de la historia, ya no es obligado para una casadera ir de blanco; al desprenderse de este vestido, Julie se está revelando contra las rígidas normas sociales, permitiendo a su vez que el miriñaque que acampana la falda quede al descubierto como si de una jaula o prisión se tratase. Desoyendo los sabios consejos de su tía Belle y de su prometido, profundamente avergonzado, Julie se presenta al baile vestida de rojo para horror de las demás damas, quienes de inmediato la censuran con la mirada por haberse atrevido a romper el estricto código de etiqueta. El vestido, en principio utilizado por Julie como un instrumento de venganza por el desaire de Preston, terminará por constituir un símbolo de vergüenza cuando cae en la cuenta de que todos la miran con desaprobación mientras su prometido, lleno de ira contenida, la obliga, como si de una violación simbólica se tratase, a bailar en una pista que poco a poco se irá quedando vacía ante la negativa del resto de jóvenes a compartir espacio con una mujer que ante cientos de miradas inquisidoras acaba de caer en la más absoluta inmoralidad, convirtiéndose el vestido en una suerte de homenaje a la novela La letra escarlata (1850), en cuya trama el personaje de Hester Prynne es condenado por adulterio y obligado a llevar cosida a su ropa la letra «A» como si de un sambenito se tratase.: 122  La provocación del atuendo se intensifica a su vez con el colgante que lo acompaña, cuya forma de estrella o sol en color dorado constituye una especie de llama que sugiere el peligro al que Julie se enfrenta por «jugar con fuego».
En consonancia con lo anterior, el color rojo posee marcadas connotaciones; esta tonalidad está estrechamente ligada a la sangre y al corazón, por lo que suele ir asociada al poder, la lujuria, la rabia y la sensualidad, representando tanto a Cupido como al Diablo. Al tratarse de un color que atrae la mirada del individuo, el mismo es comúnmente empleado en vehículos de emergencia tales como camiones de bomberos, mientras que desde una perspectiva psicológica, este tono puede conducir a una elevación de la presión sanguínea, a la subida de la libido, y a un aumento de la confianza y el entusiasmo. Todo ello explica la destacada presencia que el rojo ha tenido en el mundo de la moda a lo largo de los años, aunque tras la Primera Guerra Mundial adquiriría tintes traumáticos, con la revista Vogue declarando en 1925 que este color hacía alarde del peligro, lo que sirvió para asociarlo a la violencia. En Jezabel, el rojo refleja esta última faceta, si bien lleva implícito a mayores un toque de sensualidad al mostrar una imagen provocativa y descarada de Julie, quien con este vestido deja patente su descenso moral a ojos de la alta sociedad del mismo modo que el vestido rojo de Scarlett en Lo que el viento se llevó, pues en ambos casos el color las hace verse como mujeres de mala vida que quedan públicamente humilladas. El color rojo no solo pone de relieve el fuerte carácter de Julie para después sumirla en la más absoluta vergüenza, sino que presagia el duelo que ella misma provocará entre Buck y el hermano menor de Preston, Ted, lo que desembocará en un derramamiento de sangre que cubrirá a Julie de un oprobio del que no podrá deshacerse tan fácilmente como de un vestido. Cabe destacar que el traje rojo no es el único desafío al protocolo por parte de Julie, pues al comienzo de la película se presenta en un acto social luciendo un inapropiado atuendo de amazona además de llegar tarde al evento, mientras que al final, cuando Preston, condenado a muerte por padecer fiebre amarilla, es enviado a una leprosería, Julie, a modo de redención, cubre el hermoso vestido que lleva puesto con una discreta capa gris con el fin de dejar patente su arrepentimiento y modestia imitando la apariencia de una monja, aunque el mayor símbolo de penitencia lo constituye el vestido blanco inicialmente rechazado para el Olympus. Julie viste este atuendo para recibir a Preston a su regreso a Nueva Orleans un año después del polémico baile; la intención de la joven es demostrar a su otrora prometido que ha cambiado de actitud al reconocer que ese es el atuendo que debería haber llevado, además de ofrecerse a él cual virgen pura e inocente, si bien este intento de reconquistar a su gran amor será inútil puesto que Preston ya ha unido su vida a la de otra mujer que, a diferencia de la soberbia Julie, sí reúne todos los requisitos para ser la perfecta dama sureña.

## Legado
Pese al éxito del filme y las críticas moderadamente favorables (Davis ganaría su segundo Óscar por esta interpretación), John Mosher juzgó negativamente el guion y consideró que ni siquiera la riqueza del vestuario podía salvar la trama: «Algo salió mal con Jezabel, posiblemente nada más que la trama, y todos sus ricos vestidos no pueden darle vida... ninguna escena sale bien, y al final, cuando la diablesa de repente se convierte en una santa y una mártir, uno ni siquiera está interesado. Esta Jezabel simplemente parece chiflada».: 73–74  El traje se erige en la actualidad como uno de los más famosos de la industria del cine, siendo a menudo referenciado erróneamente como una de las creaciones más importantes de Orry-Kelly.: 152  Su popularidad ha llevado a su aparición en pegatinas y a su reproducción en miniatura por parte de entusiastas de la película, además de identificarse comúnmente como uno de los atuendos más reconocidos de Davis junto con el vestido de Margo Channing.